# Combefa
Combefa (okzitanisch: Combafan) ist eine französische Gemeinde mit 197 Einwohnern (Stand: 1. Januar 2022) im Département Tarn in der Region Okzitanien. Sie gehört zum Arrondissement Albi und zum Kanton Carmaux-2 Vallée du Cérou. 

## Geographie
Combefa liegt rund 18 Kilometer nordnordwestlich von Albi. Umgeben wird Combefa von den Nachbargemeinden Monestiés im Norden und Westen, Saint-Benoît-de-Carmaux im Osten sowie Labastide-Gabausse im Süden.

## Bevölkerungsentwicklung
| Jahr                      | 1962 | 1968 | 1975 | 1982 | 1990 | 1999 | 2006 | 2013 |
| Einwohner                 | 109  | 114  | 132  | 151  | 116  | 125  | 136  | 163  |
| Quelle: Cassini und INSEE |      |      |      |      |      |      |      |      |

## Sehenswürdigkeiten
- Kirche
- Schloss Combefa, ehemalige Residenz der Bischöfe von Albi